# Astrid Schwabe
Astrid Schwabe (* 19. Januar 1977 in Freiburg im Breisgau) ist eine deutsche Historikerin.

## Leben
Schwabe studierte von 1997 bis 2004 angewandte Kulturwissenschaften an der Universität Lüneburg mit dem Abschluss (M.A.). Von 2005 bis 2011 war sie Wissenschaftliche Mitarbeiterin am Institut für Zeit- und Regionalgeschichte (IZRG)  der Europa-Universität Flensburg (u. a. im deutsch-dänischen EU-INTERREG-IIIA-Projekt Virtuelles Museum). Von 2011 bis 2013 arbeitete sie als freie wissenschaftliche Autorin. 2012 wurde sie mit einer Dissertation zum „Historischen Lernen im World Wide Web“  zum Dr. phil. an der Universität Flensburg promoviert.  Von April 2013 bis März 2016 war sie wissenschaftliche Mitarbeiterin am Seminar für Geschichte und Geschichtsdidaktik der Europa-Universität Flensburg. Seit April 2016 lehrt sie als Juniorprofessorin für Public History sowie Historisches Lernen im Sachunterricht an der Europa-Universität Flensburg.
Seit April 2023 ist sie Professorin für Public History und Frühes Historisches Lernen am Seminar für Geschichte und Geschichtsdidaktik (SGG) der Europa-Universität Flensburg (EUF) und an der Forschungsstelle für regionale Zeitgeschichte und Public History, Schleswig (seit 09/2023).
Ihre Forschungsgebiete sind Public History / außerschulische Geschichtskultur in Theorie, Analyse und Pragmatik, historisches Lernen in, mit und durch digitale(n) Medien, historisches Lernen im Sachunterricht und neueste Regionalgeschichte einschließlich ihrer Vermittlung.

## Schriften (Auswahl)
- mit Uwe Danker, Markus Oddey und Daniel Roth: Am Anfang standen Arbeitergroschen. 140 Jahre Medienunternehmen der SPD. Dietz, Bonn 2003, ISBN 3-8012-0334-4.
- mit Uwe Danker: Schleswig-Holstein und der Nationalsozialismus (= Zeit + Geschichte. Band 5). Wachholtz, Neumünster 2005, ISBN 3-529-02810-X.
  - mit Uwe Danker: Schleswig-Holstein und der Nationalsozialismus (= Zeit + Geschichte. Band 5). 2. Auflage, Wachholtz, Neumünster 2006, ISBN 3-529-02810-X.
- mit Arne Bewersdorff und Uwe Danker: Geschichte erleben. Blicke auf Schleswig-Holstein 1850 bis heute. Wachholtz, Neumünster 2008, ISBN 978-3-529-02809-0.
- als Herausgeberin mit Uwe Danker: Historisches Lernen im Internet. Geschichtsdidaktik und ,Neue Medien‘ (= Forum Historisches Lernen Wochenschau Geschichte) Wochenschau-Verl., Schwalbach am Taunus 2008, ISBN 978-3-89974-441-5.
- mit Uwe Danker: Filme erzählen Geschichte. Schleswig-Holstein im 20. Jahrhundert, Buch mit 22 Filmen auf DVD (= Zeit + Geschichte. Band 20). Wachholtz, Neumünster 2010, ISBN 978-3-529-02821-2.
- Historisches Lernen im World Wide Web. Suchen, flanieren oder forschen? Fachdidaktisch-mediale Konzeption, praktische Umsetzung und empirische Evaluation der regionalhistorischen Website Vimu.info (= Zeitschrift für Geschichtsdidaktik. Band 4). V & R unipress, Göttingen 2012, ISBN 3-89971-996-4, (zugleich Dissertation, Flensburg 2012).
- als Herausgeberin mit Michael Sauer, Charlotte Bühl-Gramer, Anke John, Alfons Kenkmann und Christian Kuchler: Geschichte im interdisziplinären Diskurs. Grenzziehungen – Grenzüberschreitungen – Grenzverschiebungen (= Zeitschrift für Geschichtsdidaktik. Band 12). V & R Unipress, Göttingen 2016, ISBN 3-8471-0635-X.
- mit Uwe Danker: Geschichte im Internet. Verlag W. Kohlhammer, Stuttgart 2017, ISBN 3-17-022433-6.
- als Herausgeberin mit Uwe Danker: Die NS-Volksgemeinschaft. Zeitgenössische Verheißung, analytisches Konzept und ein Schlüssel zum historischen Lernen? (= Zeitschrift für Geschichtsdidaktik. Band 13). V & R Unipress, Göttingen 2017, ISBN 978-3-8471-0544-2.